# Jack Miller (Politiker)

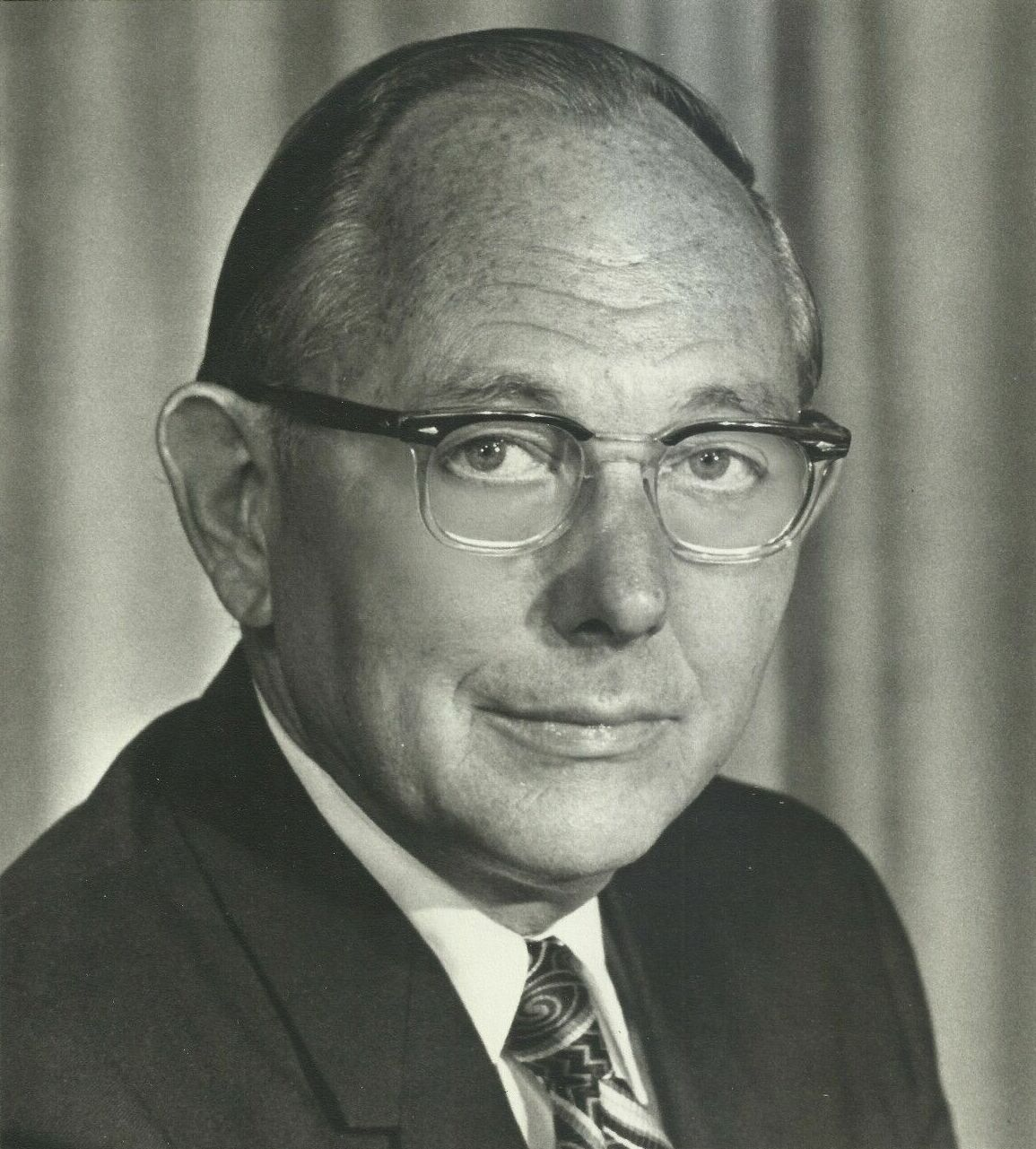
Jack Miller

Jack Richard Miller (* 6. Juni 1916 in Chicago, Illinois; † 29. August 1994 in Temple Terrace, Florida) war ein US-amerikanischer Jurist und Politiker (Republikanische Partei), der den Bundesstaat Iowa im US-Senat vertrat.

## Leben
Der in Chicago geborene Miller zog 1932 nach Sioux City in Iowa. Danach besuchte er zeitweise die Oratory School im englischen Oxfordshire; zurück in den Vereinigten Staaten machte er 1938 den Bachelor-Abschluss an der Creighton University in Omaha und erwarb im Jahr darauf den Master an der Catholic University of America in Washington.
Im Zweiten Weltkrieg gehörte Miller den USAAF an und diente im Rang eines Lieutenant Colonel. Er kam in Asien zum Einsatz, verrichtete seinen Dienst aber zeitweise auch am Command and General Staff College in Fort Leavenworth (Kansas) sowie im Hauptquartier der Luftwaffe in Washington. Nach dem Krieg machte er 1946 seinen juristischen Abschluss an der Columbia University in 1946 und absolvierte in der Folge ein postgraduales Studium an der University of Iowa. Von 1947 bis 1948 war er als Anwalt beim Internal Revenue Service beschäftigt, danach ein Jahr lang als Hochschulassistent an der Law School der University of Notre Dame. Schließlich kehrte er nach Sioux City zurück und betrieb dort eine Anwaltskanzlei.

## Öffentliche Ämter
Im Jahr 1955 wurde Jack Miller in das Repräsentantenhaus von Iowa gewählt; 1957 wechselte er in den Staatssenat. Schließlich erfolgte 1960 seine Wahl in den US-Senat in Washington. Er besiegte den amtierenden demokratischen Gouverneur Herschel Loveless und trat somit die Nachfolge den nicht mehr kandidierenden Thomas E. Martin an. 1966 wurde er bestätigt, 1972 unterlag er dem Demokraten Dick Clark.
Nach seiner Zeit im Senat wurde Miller 1973 von US-Präsident Richard Nixon zum Richter am United States Court of Customs and Patent Appeals ernannt. Am 1. Oktober 1982 trat er dann sein Amt als Richter am United States Court of Appeals für den Bundesdistrikt Washington D.C. an; am 6. Juni 1985 wechselte er in den Senior-Status und ging somit faktisch in den Ruhestand. Seine letzten Lebensjahre verbrachte Miller in Florida, wo er 1994 verstarb. Er wurde auf dem Nationalfriedhof Arlington beigesetzt.